# Diplothorax paradoxus
Diplothorax paradoxus là một loài bọ cánh cứng trong họ Cerambycidae.